# Intendencia de Guanajuato
La Intendencia de Santa Fe de Guanajuato, Corregimiento-Intendencia de Guanajuato o simplemente Intendencia de Guanajuato, fue una de las 12 intendencias en las que se dividió el virreinato de Nueva España por mandato de la Real Ordenanza para el establecimiento e instrucción de intendentes de ejército y provincia en el reino de la Nueva España, promulgada en Madrid en 1786, durante el gobierno del rey Carlos III como parte de las reformas borbónicas. Su capital fue la ciudad de Guanajuato.
El territorio en el momento de su creación integró cinco antiguas alcaldías mayores que se convertían en tantas subdelegaciones que estaban conformadas por:
- La de Guanajuato, establecida en 1559 y que abarcaba la ciudad de Guanajuato, sede del intendente y capital de la intendencia, las congregaciones de Irapuato y Silao, así como los pueblos de Marfil y Santa Ana. Silao e Irapuato se consideraron como partidos dentro de esa subdelegación.
- San Miguel el Grande, establecida en 1555 y que abarcaba la ciudad homónima, así como el pueblo de San Felipe y la congregación de Dolores. Cada uno de esos lugares fue centro de una tenencia o partido de subdelegación.
- León, fue establecida en el año de 1559 y abarcaba los poblados de San Francisco del Rincón, San Pedro Piedra Gorda, Pénjamo y La Piedad así como la ciudad de León. Piedragorda (con El Rincón) y Pénjamo eran tenencias.
- San Luis de la Paz, establecida a finales del siglo XVII con territorialidad sobre la ciudad de San Luis de la Paz, y sobre los pueblos de San Francisco de Xichú, Santa Catarina, San Pedro de los Posos, San Juan Bautista, Atarjea, Tierra Blanca y Casas Viejas.
- Celaya, con jurisdicción desde el año de 1571 sobre la ciudad de Celaya, los pueblos de Apaseo, Chamacuero, San Juan de la Vega, Acámbaro, Jerécuaro y Yuririapundaro, así como las villas de Jaral de la Cruz, Salamanca, Salvatierra y Valle de Santiago. Acámbaro, Salvatierra, Yuririapundaro y Salamanca/Valle de Santiago eran tenencias.

Más adelante, aumentaría el número de subdelegaciones, separándose las tenencias de Dolores, Silao, Piedragorda, Pénjamo y San Felipe de sus respectivas cabeceras.

## Intendentes y Jefe políticos (1787-1821)
| Gobernante                      | Gobernante | Fecha de toma de posesión | Fin del mandato          | Notas |
| ------------------------------- | ---------- | ------------------------- | ------------------------ | --- |
| Andrés Arnat de Tortosa         |            | 21 de febrero de 1787     | 23 de febrero de 1788    | Primer intendente de Guanajuato y primer gobernante de una entidad de división política con el actual territorio estatal. |
| Fernando Pérez Marañón          |            | 23 de febrero de 1788     | 4 de mayo de 1790        | |
| Pedro José Soriano              |            | 4 de mayo de 1790         | 28 de febrero de 1791    | |
| Andrés Sagas y Herrera          |            | 28 de febrero de 1791     | 22 de julio de 1791      | |
| Juan Antonio de Riaño y Barcena |            | 22 de julio de 1791       | 23 de julio de 1791      | Interino |
| Andrés Sagas y Herrera          |            | 23 de julio de 1791       | 28 de enero de 1792      | |
| Juan Antonio de Riaño y Barcena |            | 28 de enero de 1792       | 13 de abril de 1793      | Interino |
| Pedro José Soriano              |            | 13 de abril de 1793       | 19 de noviembre de 1797  | |
| Juan Antonio de Riaño y Barcena |            | 19 de noviembre de 1797   | 25 de octubre de 1803    | |
| Fernando Pérez Marañón          |            | 25 de octubre de 1803     | 1 de abril de 1804       | |
| Manuel Pérez Valdés             |            | 1 de abril de 1804        | 6 de enero de 1806       | |
| Juan Antonio de Riaño y Barcena |            | 6 de enero de 1806        | 28 de septiembre de 1810 | Murió durante la Toma de la Alhóndiga de Granaditas.                                                                      |
| Manuel Pérez Valdés             |            | 28 de septiembre de 1810  | 28 de septiembre de 1810 | Sustituyó emergentemente a Riaño durante la batalla por solo algunas horas.                                               |
| José Francisco Gómez            |            | 8 de octubre de 1810      | 25 de noviembre de 1810  | Intendente nombrado por Hidalgo, quien detentó la autoridad durante los días previos que duró tomada la ciudad.           |
| Fernando Pérez Marañón          |            | 25 de noviembre de 1810   | 1 de junio de 1814       | |
| Pedro Otero y Dovalina          |            | 1 de junio de 1814        | 1 de julio de 1820       | Jefe político de la provincia de conformidad con la Constitución de Cádiz.                                                |
| José Francisco Robles           |            | 1 de julio de 1820        | 15 de septiembre de 1820 | |
| Juan Antonio Béistegui          |            | 15 de septiembre de 1820  | 12 de octubre de 1820    | |
| Domingo Chico                   |            | 12 de octubre de 1820     | 3 de noviembre de 1820   | |
| José Francisco Robles           |            | 3 de noviembre de 1820    | 1 de abril de 1821       | |
| Francisco Robledo y Béjar       |            | 1 de abril de 1821        | 13 de junio de 1821      | |